# Ruta Provincial E 84 (Córdoba)

## Generalidades
La Ruta Provincial E-84, es una muy breve vía de transporte de jurisdicción provincial, ubicada en la ciudad de Laboulaye, ubicada en el extremo sudeste de la provincia de Córdoba, en la República Argentina.

Posee una extensión poco menos de 1 kilómetro, y es parte integrante del trazado urbano de la localidad. Su trazado es totalmente de tierra. Solo los últimos metros, hasta encontrar la  RN 7 , están asfaltados.

## Localidades
Como se dijo, es una ruta de tipo URBANA ya que su trazado se encuentra dentro del ejido municipal de la ciudad de Laboulaye, y su trazado se corresponde al de la calle Manuel A. Moreira, conocida por algunos vecinos como la calle del cementerio.